# Refranche
Refranche est une ancienne commune française située dans le département du Doubs et la région Bourgogne-Franche-Comté. Elle est associée à la commune d'Éternoz de 1973 à 2024, puis devient une commune déléguée au sein d'Éternoz-Vallée-du-Lison en 2025.

## Géographie
Le territoire de la commune déléguée s'étend en rive droite du Lison, englobant le lieu-dit de Chiprey. Il est délimité au sud par la reculée des Champs du Poix, à l'ouest par la commune déléguée de Doulaize, au nord par la commune de Lizine, à l'est par celle de Malans et au sud-est par la commune déléguée de Coulans-sur-Lizon.

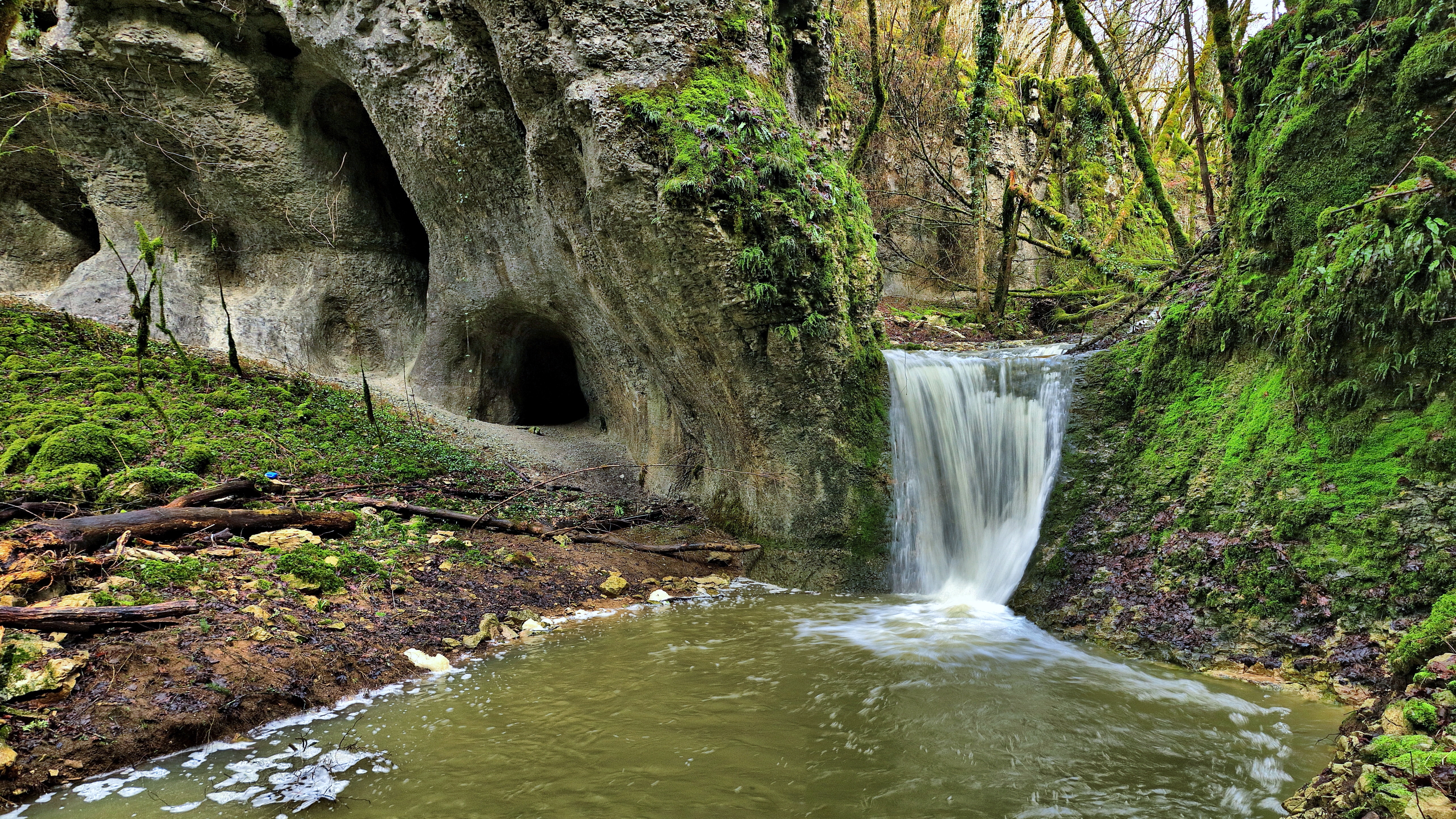
Saut et grottes sur le ruisseau de Goële.

## Toponymie
Anciennes mentions : Refrainge en 1262, Refrainche en 1265, Reffranche en 1352, Refranches en 1363, Refrange en 1490.

## Histoire
Le 1er juillet 1973, la commune de Refranche est rattachée à celle d'Éternoz sous le régime de la fusion-association. Ce rattachement a pour effet inattendu de supprimer l'ancienne commune, ainsi que ses trois voisines fusionnées Doulaize, Alaise et Coulans-sur-Lison, aux yeux de l'administration française, ce qui entraîne durant des décennies de nombreuses difficultés pour les habitants — appels impossibles car la commune n'existe plus dans l'annuaire, non-délivrance de certains courriers ou colis pour cause d'adresse introuvable, unités de secours systématiquement redirigées vers le bourg d'Éternoz, etc.
Le 1er janvier 2025, Refranche devient une commune déléguée au sein de la commune nouvelle d'Éternoz-Vallée-du-Lison, formée par la fusion d'Éternoz et de Saraz.

## Politique et administration
| Période                                  | Période                      | Identité         | Étiquette | Qualité |
| ---------------------------------------- | ---------------------------- | ---------------- | --------- | ------- |
| 1989                                     | 2001                         | André Bérion     |           |         |
| 2021                                     | En cours (au 7 octobre 2023) | Christophe Blanc |           |         |
| Les données manquantes sont à compléter. |                              |                  |           |         |

## Démographie
| 1793 | 1800 | 1806 | 1821 | 1831 | 1836 | 1841 | 1846 | 1851 |
| ---- | ---- | ---- | ---- | ---- | ---- | ---- | ---- | ---- |
| 133  | 137  | 165  | 158  | 162  | 157  | 160  | 169  | 174  |

| 1856 | 1861 | 1866 | 1872 | 1876 | 1881 | 1886 | 1891 | 1896 |
| ---- | ---- | ---- | ---- | ---- | ---- | ---- | ---- | ---- |
| 161  | 172  | 159  | 140  | 137  | 136  | 124  | 109  | 132  |

| 1901 | 1906 | 1911 | 1921 | 1926 | 1931 | 1936 | 1946 | 1954 |
| ---- | ---- | ---- | ---- | ---- | ---- | ---- | ---- | ---- |
| 103  | 110  | 118  | 91   | 96   | 72   | 80   | 100  | 100  |

| 1962 | 1968 | - | - | - | - | - | - | - |
| ---- | ---- | - | - | - | - | - | - | - |
| 89   | 69   | - | - | - | - | - | - | - |

## Cultes
Refranche forme une paroisse unique avec Coulans-sur-Lison.

## Lieux et monuments

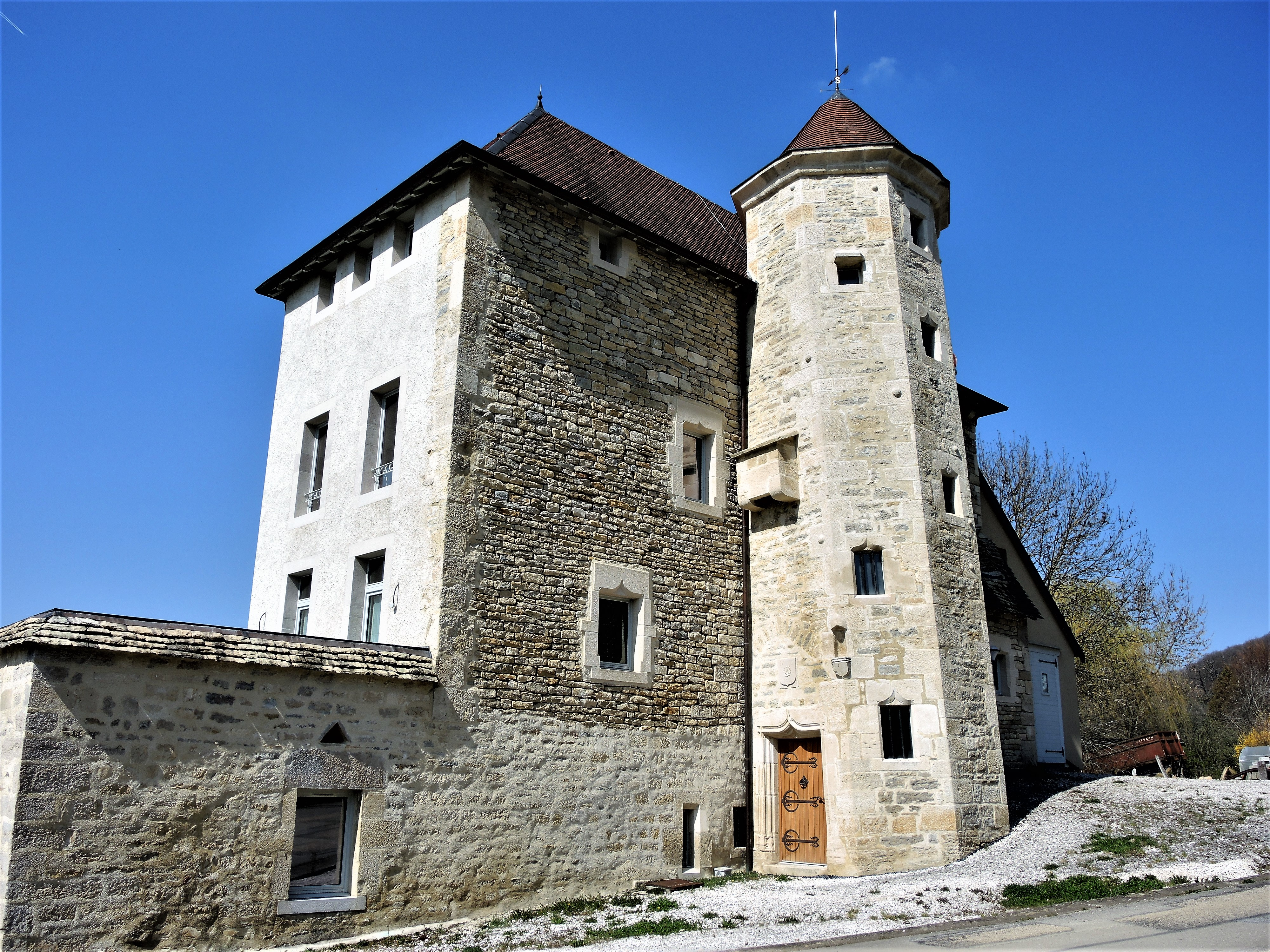
Château.
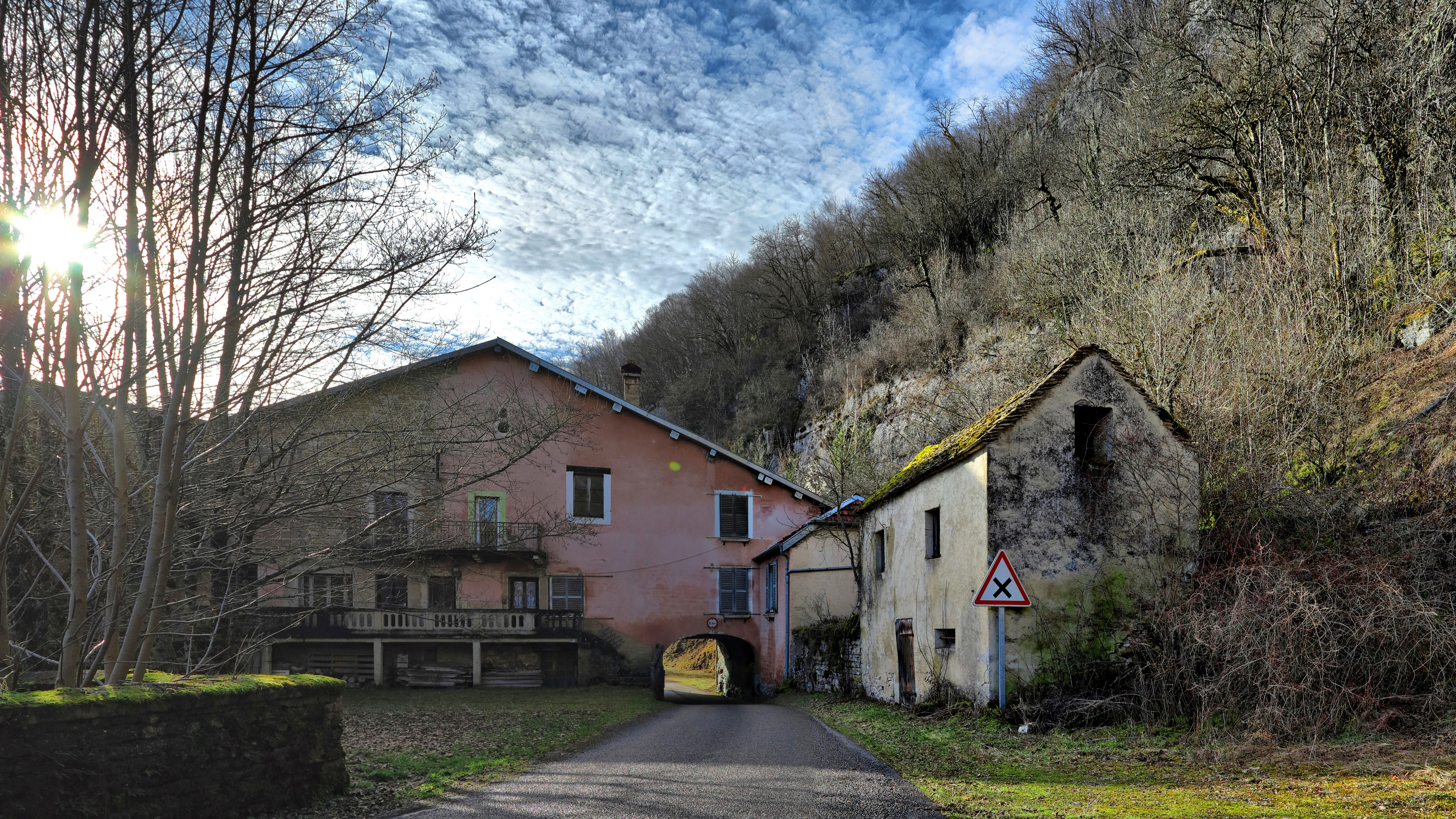
Moulin de Chiprey.
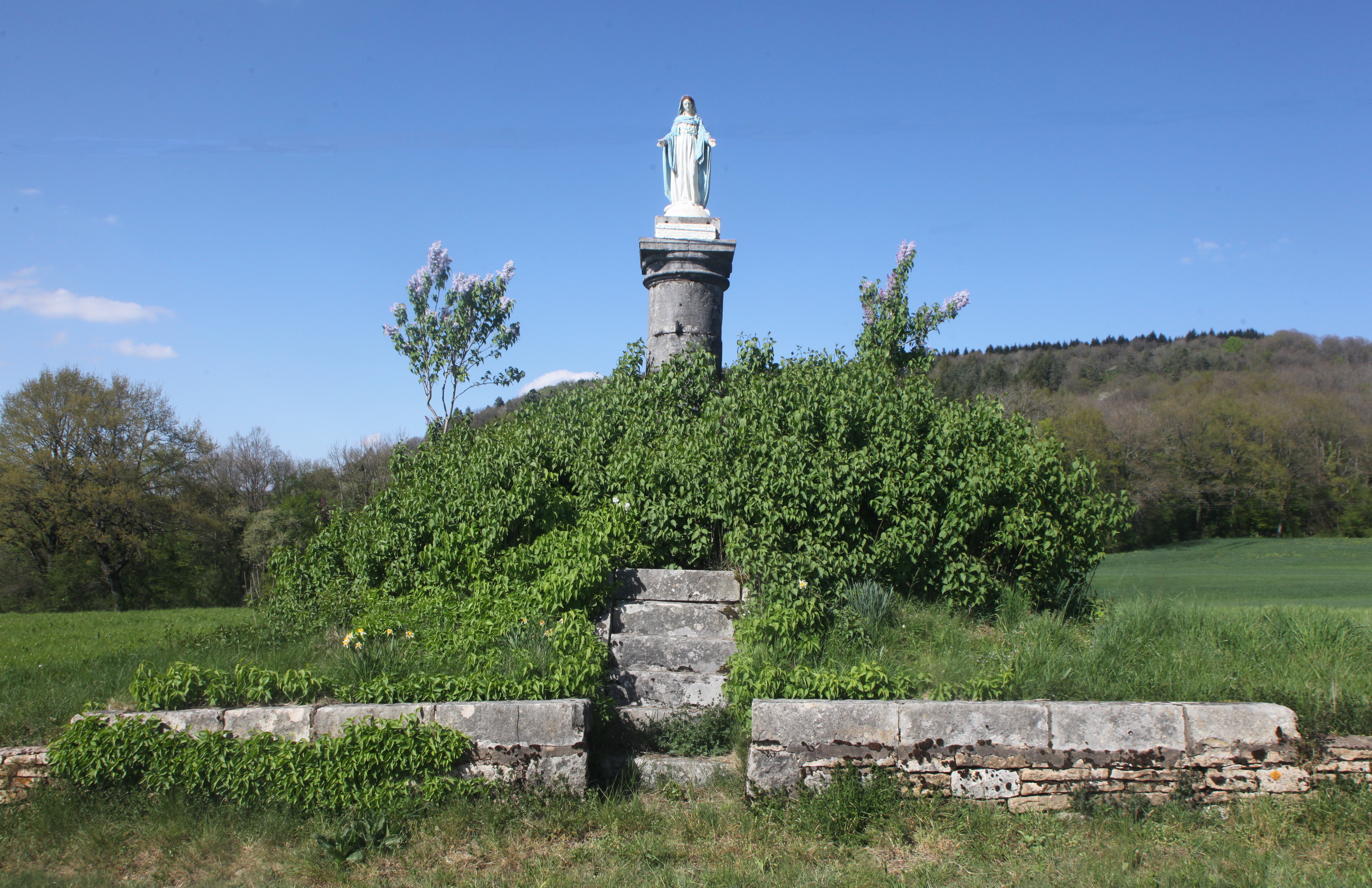
Vierge.